# Медыньш, Янис
Я́нис Ме́дыньш (латыш. Jānis Mediņš, в русском написании также Мединьш, Мединь, Медынь; 9 октября 1890, Рига — 4 марта 1966, Стокгольм) — латышский композитор и дирижёр, один из основоположников латышской национальной оперы и балета.

## Биография
Отец — Юрис Медыньш — был военным музыкантом в русской армии, играл на кларнете. Братья — Язеп и Екабс — также стали композиторами.
В 1901—1908 годах учился в Рижском институте музыки Эмиля Зигерта в классах скрипки, виолончели и фортепиано.
Дебютировал в 1912 году.
Дирижёр оркестра Рижского латышского театра и Латышской оперы (до 1928 года), в 1928—1944 годах — главный дирижёр симфонического оркестра и музыкальный руководитель Латвийского радио.
В 1921—1944 года преподавал в Латвийской консерватории, с 1929 года — профессор.
С 1944 по 1948 год жил в Германии, с 1948 года — в Стокгольме, в 1965 году приезжал на полгода в Ригу.

## Сочинения
- Огонь и ночь (латыш. Uguns un nakts)[4], опера, 1921 год, вторая редакция — 1927,
- Боги и люди (латыш. Dievi un cilvēki), опера, 1922 год,
- «Мальчик с пальчик» («Спридитис», латыш. Sprīdītis), опера, 1927 год,
- Баловница (латыш. Luteklīte), опера, 1939 год,
- Победа любви (латыш. Mīlas uzvara), балет, 1935 год,
- Стальные крылья (латыш. Tērauda sparni), балет, 1936 год.
- симфония (1913)
- 4 оркестровые сюиты (1922, 1927, 1934, 1938)
- симфонические поэмы «Иманта» (1924), «Голубая гора» (1927)
- Концерт для фортепиано с оркестром (1928)
- струнный квартет (1946)
- хор, вокальные и инструментальные миниатюры.

## Награды
- Командор ордена Трёх звёзд
- Офицер ордена Трёх звёзд
- орден Трудового Красного Знамени (03.01.1956)